# Prélature territoriale d'Illapel
La prélature territoriale d'Illapel (en latin : Praelatura Territorialis Ilapensis ; en espagnol : Prelatura territorial de Illapel) est une prélature territoriale de l'Église catholique du Chili, suffragante de l'archidiocèse de La Serena.

## Territoire
Elle comprend la province de Choapa de la région de Coquimbo, le reste de cette région étant géré par l'archidiocèse de La Serena dont Illapel est suffragante.
Son territoire est d'une superficie de 10 080 km divisé en 12 paroisses. L'évêché est dans la ville d'Illapel où se trouve la cathédrale Saint-Raphaël (es).

## Histoire
La prélature territoriale est érigée le 30 avril 1960 par la constitution apostolique Ad hominis similitudinem du pape Jean XXIII en prenant sur le territoire du diocèse de San Felipe et de l'archidiocèse de La Serena. Illapel est nommé suffragante de ce dernier.

## Évêques
- Sede vacante (1960-1966)

- Cirilo Polidoro Van Vlierberghe, O.F.M (27 juin 1966 - 11 août 1984)[2]
- Pablo Lizama Riquelme (19 décembre 1985 - 24 février 1988), nommé évêque auxiliaire de Talca[3]
- Rafael de la Barra Tagle, S.V.D (17 juin 1989 - 20 février 2010)
- Jorge Patricio Vega Velasco, S.V.D (20 février 2010 - 8 juin 2021), nommé évêque de Valparaíso[4]
  - Sede vacante depuis 2021